# تشارلز باسكرفيل
تشارلز باسكرفيل (بالإنجليزية: Charles Baskerville) هو رسام جداريات ‏ ورسام أمريكي، ولد في 16 أبريل 1896 في رالي في الولايات المتحدة، وتوفي في 20 نوفمبر 1994 في نيويورك في الولايات المتحدة.